# 圣热雷翁
圣热雷翁（法語：Saint-Géréon，法語發音：[sɛ̃ ʒeʁeɔ̃]）是法国大西洋卢瓦尔省的一个旧市镇，位于该省东部，属于沙托布里扬-昂斯尼区。2019年，圣热雷翁与市镇昂斯尼合并为新市镇昂斯尼-圣热雷翁。

## 地理
圣热雷翁（47°22'9"N, 1°11'54"W）面积7.51 平方千米，位于法国卢瓦尔河地区大区大西洋卢瓦尔省，该省份为法国西北部沿海省份，位于布列塔尼半岛东南部，北起伊勒-维莱讷省，西北接莫尔比昂省，西临大西洋，南至旺代省，东临曼恩-卢瓦尔省。
与圣热雷翁接壤的市镇（或旧市镇、城区）包括：昂斯尼、库费、乌东、德兰。
圣热雷翁的时区为UTC+01:00、UTC+02:00（夏令时）。

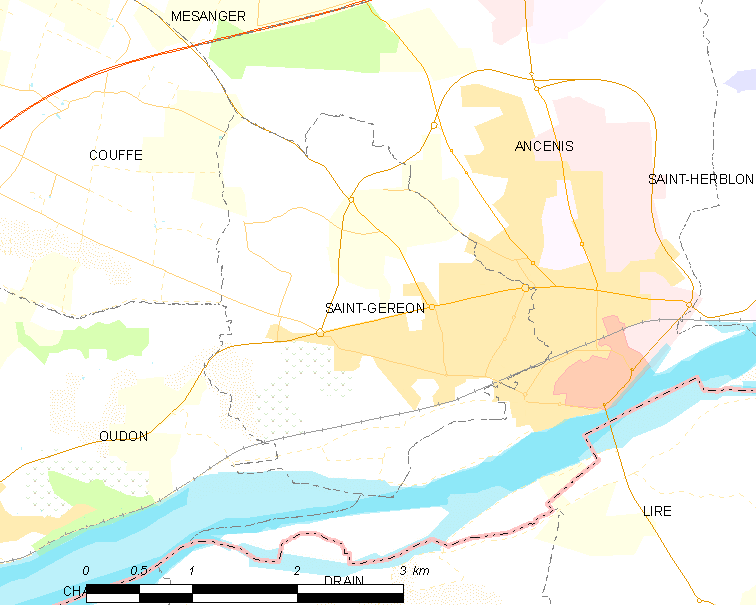
圣热雷翁的OSM定位图

## 行政
圣热雷翁的邮政编码为44150，INSEE市镇编码为44160。

## 政治
圣热雷翁所属的省级选区为昂斯尼-圣热雷翁县。

## 交通
大西洋卢瓦尔省省道D23线、D164线、D464线和D723线经过境内。

## 人口

1962-2008年间圣热雷翁人口变化图示

圣热雷翁于2015时的人口数量为2893人。